# Sadanand Naimpalli
Sadanand Naimpalli (* 20. November 1946) ist ein indischer Tablaspieler.

## Leben
Sadanand Naimpalli wurde als Kind von Taranath Rao unterrichtet. Als Sieger eines Wettbewerbs von All India Radio wurde er 1963 sechzehnjährig mit dem President's Award ausgezeichnet. Als bester jugendlicher Tablaspieler beim Inter University Youth Festival wurde er im Folgejahr von der indischen Regierung und der UNESCO für eine Europatournee ausgewählt. Danach unternahm er mehrere Tourneen durch die USA, Europa und den Mittleren Osten. 1968 nahm er mit seinem Lehrer zwei Alben beim Label Country & Eastern auf.
Er absolvierte ein Studium als Ingenieur auf dem Gebiet der Metallurgie und gründete ein Ingenieurunternehmen für Nichteisenmetall-Gussteile, das er fast zwanzig Jahre lang leitete. Darauf kehrte er zur Musik zurück und etablierte sich als gefragter Tablasolist bei All India Radio und beim staatlichen Fernsehen Doordarshan. Er trat als Begleiter der namhaftesten indischen Musiker auf und nahm regelmäßig an den wichtigen Musikkonferenzen in Indien teil. 2017 nahm er das Album Maha Taal Yaag auf, eine Kompendium für Tabla-Solos, auf dem er zehn verschiedene Talas vorführte. 2020 erschienen zwei Alben mit Aufnahmen von Konzerten mit Mohi Bahauddin Dagar und mit Ahir Bhairav. Außerdem ist er Autor der Lehrbücher Theory and Practice of Tabla und Tabla for Advanced Students.

## Anmerkung
1. ↑  u. a. mit Amir Khan, Kumar Gandharva, Jasraj, Shobha Gurtu, Rajan Sajan Mishra, Abdul Halim Jaffar Khan, Shahid Pervez, Kartik Kumar, Budhaditya Mukherjee, Sultan Khan, Ram Narain, N. Rajam, V. G. Jog, D K. Datar, Vishwa Mohan Bhatt, Satish Vyas, Nityanand Haldipur, Raghunath Seth und Ronu Majumdar

| Personendaten    | Personendaten          |
| ---------------- | ---------------------- |
| NAME             | Sadanand, Naimpalli    |
| KURZBESCHREIBUNG | indischer Tablaspieler |
| GEBURTSDATUM     | 20. November 1946      |